# 中山南路 (桂林)
中山南路是一条位于桂林市象山区的南北向城市主干道。北起南门桥，南至八一桥。

## 历史
清代，由北至南分别称南门外大街、缺江口、火神庙街、二里店。
民国，北段称南薰路，南段称尚智路、二里店。
1958年，桂林站至八一桥称桂青路；1978年统称为中山南路。